# Kirschkernstecher
Der Kirschkernstecher, Kirschsteinstecher, Kirschenstecher oder Kirschstecher, auch Steinfruchtbohrer oder Steinfruchtstecher (Anthonomus rectirostris), ist ein Käfer aus der Familie der Rüsselkäfer. Die Gattung Anthonomus ist in Europa mit fünf Untergattungen vertreten, der Kirschkernstecher gehört zur Untergattung Furcipus (synonym Furcipes), die von manchen Autoren als Gattung eingestuft wird. Der Kirschkernstecher wird deswegen auch Furcipus rectirostris oder Furcipes rectirostris genannt.
Der weit verbreitete Käfer ist nicht bedroht und genießt keinen Schutz. Er kann gelegentlich als Schädling auftreten.

## Bemerkungen zum Namen und Synonymen
Der Käfer wurde bereits 1758 unter dem Namen Curculio rectirostris in der berühmten 10. Auflage von Linnés Systema Naturae beschrieben. In der kurzen Beschreibung wird die Art zu den Rüsselkäfern mit langem Rüssel gestellt, die Beschreibung enthält jedoch keinen Hinweis auf den Namen rectirostris. Dieser erklärt sich jedoch aus lateinisch réctus ‚gerade‘ und róstrum ‚Rüssel‘ und weist darauf hin, dass der Rüssel nur schwach gekrümmt ist.
Weit verbreitet war von den zahlreichen Synonymen als Artname druparum, der 1761 ebenfalls von Linné in der Fauna Svecia erstmals benutzt wird. Der Name wird von Linné selbst als Synonym zu rectirostris eingestuft. Linné benennt in diesem Buch viele Rüsselkäfer nach ihrer Wirtspflanze und gibt für den Kirschenstecher Cerasus padus (Gewöhnliche Traubenkirsche, Ahlkirsche) als Wirtspflanze an. Der Artname druparum präzisiert den Lebensraum noch genauer, denn er ist von lateinisch drupa ‚Steinfrucht‘ abgeleitet und weist darauf hin, dass sich die Larven im Kern der Traubenkirsche entwickeln. Der Käfer kommt jedoch auch auf den Kulturformen der Kirsche vor, was den ersten Teil des deutschen Namens Kirschkernstecher erklärt. Der Namensteil -stecher ist für Rüsselkäfer gebräuchlich, die zur Eiablage junge Früchte anstechen. Unglücklicherweise wird auch ein zweiter Rüsselkäfer, der Kirschen schädigt, der Goldgrüne Kirschfruchtstecher, gelegentlich als Kirschenstecher bezeichnet.
Die Gattung Curculio im Sinne von Linné wurde mehrmals aufgespalten. Der Gattungsname Anthónomus geht auf Germar 1817 zurück. Er ist von altgriechisch άνθος ánthos, deutsch ‚Blüte‘ und νομός nomós, deutsch ‚Weideplatz‘ abgeleitet und besagt, dass die Käfer auf Blüten anzutreffen sind.
Die Untergattung Furcipus wurde 1868 von Desbrochers beschrieben und benannt. Der Name ist von lateinisch furca ‚Gabel‘ und altgriechisch πούς pous, deutsch ‚Fuß‘ abgeleitet, sinngemäß „Gabelfuß“. Desbrochers erklärt den Namen durch seinen Bestimmungsschlüssel: Femura evidenter bidentata (lat. Schenkel deutlich zweizähnig). Bedel änderte den Namen 1884 in Furcipes. Dabei ist die zweite, altgriechische Wortwurzel -pus durch die lateinische Wortwurzel -pes ersetzt, die ebenfalls ‚Fuß‘ bedeutet. Der Name behält seine Bedeutung, ist aber durchgehend auf die lateinische Sprache zurückgeführt. Bei späteren Autoren, etwa bei Reitter, setzt sich die Schreibweise Furcipes durch, wird aber durch das Kürzel Desbr. auf Desbrochers, nicht auf Bedel zurückgeführt. Schenkling gibt eine Herleitung des Namens nur für die Schreibweise Furcipes an.
| | |
| Abb. 1: Verschiedene Ansichten                                                                                     | |
| Abb. 2 | Rüssel von der Seite unten Kopie teilweise gefärbt grün: Fühlerrinne blau: Schaft des Fühlers (Fühlergeißel und Fühler- keule entfernt) |
| | |
| Abb. 3: Klauenpaar                                                                                                 | Abb. 4: Vorderschenkel |
| | |
| Abb. 5: Ausschnitt Seitenan- sicht; links Kopf in Augenhöhe rechts Flügeldeckenbasis blau: Epimeren der Mittelbrus | Abb. 6: Schildchen seitlich, Kopie getönt; rot: Schildchen grün: Basis Halsschild blau: Basis Flügeldecken                              |
| | |
| Abb. 7: Vorderbrust Vorderrand grün, Hinter- rand weiß, Einlenkung der Vorderhüfte gelb                            | Abb. 8: Ausschnitt Unterseite oben teilweise koloriert grün: Vorderhüfte blau: Mittelhüfte                                              |

## Merkmale des Käfers
Die Größe des Käfers schwankt zwischen 3,7 und 4,5 Millimetern. Der Kirschkernstecher hat eine birnenförmige Gestalt. Er ist rostbraun, die Augen schwarz, die Fühlerkeule braun angedunkelt, der Rüssel rotbraun. Am Kopf, Halsschild und der Körperseite ist er mehr oder weniger gleichmäßig lang, anliegend und überwiegend gelb behaart. An den Rändern und in der Mitte der Vorderbrust ist die Behaarung üppiger, an der Basis der Hinterleibssegmente spärlicher. Auf den Flügeldecken entstehen durch unterschiedliche Behaarung Muster.
Der schwach glänzende rotbraune Rüssel ist schlank, zylindrisch und nur wenig gekrümmt. Auf seiner Oberseite verläuft im hinteren Teil ein glatter Längskiel. Der Rüssel ist etwas länger als der Halsschild. Er ist fast über die ganze Länge grob punktiert, zur Spitze hin wird die Punktierung feiner. Die kleinen und hakig gebogenen Oberkiefer sitzen an der Spitze des Rüssels, sind aber nur ausnahmsweise (Abb. 1 links unten) sichtbar. Der Rüssel des Weibchens ist kaum länger als der des Männchens. Die geknieten Fühler sind vor der Rüsselmitte seitlich eingelenkt, beim Weibchen deutlich weiter hinten als beim Männchen. Von der Einlenkungsstelle aus verläuft auf die Augen zu eine von oben nicht sichtbare Rinne, in die das lange erste Fühlerglied (Schaft) eingelegt wird, wenn der Käfer die Fühler anlegt (Abb. 2). Die an den Schaft anschließende Fühlergeißel besteht aus sieben Gliedern. Die Fühlerkeule ist länglich und an beiden Enden angespitzt. Die neben der Rüsselwurzel sitzenden Augen sind mäßig vorstehend.
Der Halsschild ist kaum breiter als lang. An der Basis ist er am breitesten. Nach vorn verengt er sich bis über die Mitte wenig, danach stark, so dass er vorn fast nur halb so breit ist wie an der Basis und kaum breiter als der Kopf. Ein Quereindruck nahe dem Vorderrand lässt diesen etwas erhöht erscheinen. Der Halsschild ist sehr fein und dicht punktiert. Es sind drei undeutliche, heller behaarte Längsbinden erkennbar.
Das Schildchen ist im Vergleich zu anderen Arten der Gattung groß. Es ist länglich und überragt das Niveau der Flügeldecken (Abb. 6).
Die Flügeldecken sind gleichförmig gewölbt. Sie verbreitern sich nach hinten wenig und erreichen die größte Breite hinter der Mitte. Sie enden einzeln abgerundet. Die Punktreihen bilden deutliche Streifen, die Zwischenräume sind nahezu flach und sehr dicht grob punktiert. Durch schwarz behaarte Partien entstehen in der Regel einzelne längliche Flecke an der Flügeldeckenbasis, eine breitere Binde in der Mitte der Flügeldecken und eine schmalere in der Hinterhälfte der Flügeldecken. Die helle Behaarung bildet durch abwechselnde Länge insbesondere zwischen den beiden dunklen Binden eine fleckige Färbung.
Die Vorderhüften sind nicht durch einen Fortsatz der Vorderbrust getrennt, sondern berühren sich (Abb. 8). Ihre Einlenkung liegt von der Seite betrachtet vom Vorder- und Hinterrand der Vorderbrust gleich weit entfernt (Abb. 7). Die Beine sind lang, insbesondere die Vorderbeine. Alle Schenkel tragen auf der Unterseite hintereinander zwei ungleiche Zähne, die besonders an den Vorderschenkeln imposant ausgebildet sind (Abb. 4). Der näher am Knie liegende Zahn hat einen länglichen Querschnitt und läuft dreieckig meist gezackt spitz aus. Der dahinter liegende Zahn hat einen rundlichen Querschnitt, ist länger und endet relativ stumpf. Die Schienen sind nahe dem Knie deutlich, bei den Hinterbeinen weniger deutlich gekrümmt. Am inneren Spitzenrand tragen die Schienen alle einen Endhaken. Die Tarsen sind alle viergliedrig, das vor dem Krallenglied liegende Glied ist breit gelappt. Die Krallen tragen nahe ihrer Wurzel ein deutliches Zähnchen (Abb. 3).
Die Epimeren der Mittelbrust (in Abb. 5 blau) sind von oben nicht sichtbar. Das fünfte (letzte) Abdominalsternit endet beim Männchen geschwungen, beim Weibchen ist es breit abgestutzt (Abb. 1 rechts unten).

## Merkmale weiterer Entwicklungsstadien

### Ei
Das Ei ist etwa einen halben Millimeter lang und elfenbeinweiß. Seine Form variiert bei verschiedenen Wirtspflanzen. Bei den häufigsten Wirten, der Gewöhnlichen Traubenkirsche und der Sauerkirsche, zeigt es die bekannte länglich-ovale Eiform. Bei der Süßkirsche dagegen verformt sich das Ei. Ein verdickter, kugelförmiger Teil, der das Plasma enthält, steckt im Endocarp, während eine Art Hals mit wässriger Flüssigkeit gefüllt ist und in den Bohrgang der Eiablage hineinragt. Die Existenz von Übergangsformen legt die Vermutung nahe, dass diese deformierte Eiform durch osmotische Wasseraufnahme und daraus resultierender Volumenvergrößerung verbunden mit Raumknappheit bedingt ist.

### Larven
Die beinlosen Larven sind gelblich weiß, ihre Kopfkapseln braun. Die drei Larvenstadien sind durch die Maße der Kopfkapseln sicher zu unterscheiden, die Längen der Larven dagegen überschneiden sich bei den Stadien durch das Wachstum innerhalb jedes Larvenstadiums. Beim Schlüpfen des ersten Stadiums haben die Larven eine Länge von 0,6–0,8 Millimeter, kurz vor dem Puppenstadium eine Länge von 5 bis 6,5 Millimetern. Die Maße der Kopfkapseln seitlich zwischen Mandibelansatz und Hinterkopfrand gemessen betragen für das erste Stadium durchschnittlich 0,2 Millimeter, für das zweite Stadium 0,5 Millimeter und für das dritte Stadium einen Millimeter.

### Puppe
Die Puppen haben die gleiche Farbe wie die Larven. Sie sind durchschnittlich 4,5 Millimeter lang. Die zukünftigen Körperteile sind gut erkennbar. Der zukünftige Rüssel liegt auf der Brust und ist etwas mehr als halb so lang wie die Puppe. Auf dem Halsschild befinden sich dornähnliche Borsten. Die hinteren Körperringe tragen mehrere nach hinten gerichtete Haken. Haken und Dornen erleichtern der Puppe das Schlüpfen.

## Biologie
In Mitteleuropa findet man den Käfer vom zeitigen Frühjahr bis in den August an den Brutbäumen, bevorzugt an der Gemeinen Traubenkirsche und der Steinweichsel. Häufig wird auch die Vogelkirsche genannt. Aus Belgien und Polen wird der Befall der aus Nordamerika stammenden invasiven Spätblühenden Traubenkirsche gemeldet.
Bevorzugt werden kühle und feuchte Standorte in lichten Laubwäldern, an Waldrändern, in Parks und Obstplantagen, an Hecken und in Gärten.
Bei warmem Wetter sind die Käfer flugfreudig, bei Störung lassen sie sich fallen und verharren mit nach vorn ausgestreckten und nebeneinander liegenden Vorderbeinen und angelegten Fühlern.

### Wirtspflanzen
In dem Buch Pflanzenschutz nach Monaten geordnet von 1909 wird für den Monat Mai beim Pfirsich angegeben, dass am Fruchtfleisch eine fußlose Rüsselkäferlarve Anthónomus drupárum frisst. Weit häufiger wird eine Schädlichkeit am Pfirsich gar nicht erwähnt oder durch Formulierungen wie soll fressen oder frisst angeblich in Frage gestellt. Ähnliches gilt für die Pflaume, die bei Reitter zu den Wirtspflanzen gerechnet wird. Im Versuchsfeld der Zweigstelle Naumburg/Saale der damaligen Biologischen Reichsanstalt wurden zur Zeit der Untersuchungen zum Kirschkernstecher dreizehn wilde Arten der Gattung Prunus sowie zahlreiche Kulturformen angebaut. Während der Käfer an sämtlichen wilden Arten außer an Prunus avium mehr oder weniger häufig war, sehr häufig an Prunus padus (Gewöhnliche Traubenkirsche), war von den Zuchtformen lediglich die aus Prunus avium kultivierten Süßkirsche und die Sauerkirsche befallen, nicht aber Pflaume, Zwetschge, Pfirsich oder Aprikose. Bei den wirtschaftlich interessanten Sorten wurde die Eiablage nur an Kirschen, hauptsächlich Sauerkirschen registriert. Demnach gehen die Meldungen des Käfers an Pfirsichen und Pflaumen auf Zufallsfunde zurück.

### Lebenszyklus
Die fertigen Käfer überwintern unter Gras und Laub im Boden unter den Wirtsbäumen.
Nach ihrem Erscheinen im Frühjahr erfolgt ein Reifungsfraß. Die Käfer nutzen dafür anfangs junge Blätter, wobei zwischen den Rippen oder vom Rand her große Löcher in die Blattspreite gefressen werden. Sobald die jungen Seitentriebe sich zu strecken beginnen, werden auch diese angebohrt, aber nie durchbohrt. Nach dem Abfall der Blütenblätter werden bevorzugt die jungen Früchte angebohrt. Dabei werden anfangs überall gleich starke, senkrecht auf den Kern zulaufende Kanäle ausgefressen. Mit fortschreitender Verholzung des Kerns wird die Fruchtoberhaut in einem dem Rüsseldurchmesser entsprechend großen Loch durchnagt, darunter wird jedoch das Fruchtfleisch nach allen Seiten ausgefressen, soweit der Rüssel reicht. Die Fraßhöhlen können manchmal als heller Hof um die Einstichstelle erkannt werden, später kann sich um den Einstich eine kraterförmige Vertiefung bilden. Verschiedene Fraßhöhlen können sich so überschneiden, dass im Fruchtfleisch ein Höhlensystem entsteht, dem auf der Fruchthaut nur wenige nadeldicke Einbohrlöcher entsprechen. Ein Fraßloch wird meist ohne Unterbrechung innerhalb von etwa fünf Minuten erstellt. Bei Fütterungsversuchen wurden auch Pflaumenzweige benagt.
Nach Erreichen der Geschlechtsreife erfolgt die Paarung.
Die Röhre zur Eiablage wird in der Nähe des Stiels angelegt, wo auch der Abstand zum Kern relativ klein ist. Sie reicht stets durch die noch weiche Kernschale bis zur Samenschale. Sie wird in vier bis fünf Minuten gefertigt. Die Eiablage dauert ein bis vier Minuten.
Bei einem Versuch mit acht in vier Beuteln gehaltenen Weibchen wurden pro Weibchen im Durchschnitt 13 Eier abgelegt. Bei diesem Versuch wurden bis zu vier Eier pro Frucht abgelegt, während im Freiland immer nur ein Ei pro Frucht gefunden wird.
Bei einer anderen Untersuchung wurden kurz nach der Eiablage mehrmals Weibchen beobachtet, die eine Flüssigkeit ausschieden und mit dem Hinterleib auf die Früchte verschmierten. Das Sekret erhärtet schnell. Es wird vermutet, dass es ein Pheromon enthält, welches verhindert, dass weitere Eier auf der Frucht abgelegt werden. Nach Böhmel und Jancke wird die Röhre, in die das Ei eingebracht wird, durch ein aus der Legeröhre ausfließendes Sekret angefüllt, welches in geringer Menge aus der Bohröffnung heraustritt und über ihr ein Verschlusshäutchen bildet. Nach der Meinung dieser Autoren soll es das Vertrocknen und Verpilzen der Eier verhindern.
Nach der Eiablage werden die Früchte nicht weiter benagt.
Die Larven entwickeln sich in den Fruchtkernen. Dabei werden drei Larvenstadien durchlaufen. Über die Larven steht in einem alten landwirtschaftlichen Lehrbuch: [Die] kurze und dicke, gelblichweisse Larve liegt zuletzt stark zusammengekrümmt in dem Kern, hat durchsichtigen Kopf mit braunem Maul. Statt der Beine nur brüsteartige Erhöhungen. Die Larve zehrt den Kern ganz auf unter Hinterlassung von wenig Unrath. Da die Exkremente der Larven ja nicht aus dem Kirschkern entfernt werden können, kleidet die Larve damit die Wände ihrer Fraßhöhle mit einer gleichmäßig dicken Schicht aus, die bis zum Schlüpfen so gehärtet und geglättet ist, dass beim oberflächlichen Betrachten höchstens Häutungsreste sichtbar sind, auch wenn der Kern nicht vollständig ausgefressen ist. Kurz vor der Verpuppung nagt die erwachsene Larve ein Loch in die Kernwand, was als knisterndes Geräusch hörbar ist.
Nach der Verpuppung verlassen die Käfer den Kern durch das vorgefertigte Loch. Zu diesem Zeitpunkt ist die Frucht noch nicht voll ausgefärbt und noch weich. Dies ermöglicht dem Käfer durch verhältnismäßig enge Schlupflöcher zu entkommen. Ist die Frucht schon zu hart, können die Käfer sich nicht mehr befreien und verenden im Kern. Die Größe der Schlupflöcher richtet sich nach dem Nahrungsangebot für die Larve und damit der Größe von Larve, Puppe und Käfer. Bei Süß- und Sauerkirschen haben die Löcher einen Durchmesser von 1,3 bis 1,5 Millimetern, bei der kleineren Traubenkirsche schwankt der Durchmesser zwischen 0,9 und 1,2 Millimetern. Die Ausschlupflöcher liegen in aller Regel nahe am Stiel.
Daten über Zeitpunkt und -dauer der verschiedenen Entwicklungsstadien bei der Untersuchung in Naumburg (Saale) und bei Beobachtungen aus der Picardie spiegeln die klimatischen Unterschiede zwischen den beiden Orten wieder und ergänzen sich.
In Zuchtbeuteln in Deutschland waren die Käfer aber Mitte August sämtlich nur noch zwischen den abgefallenen Blättern am Grunde der Beutel zu finden, aus der Picardie wurde berichtet, dass einige Käfer schon früh in die Diapause eintraten.
Im Frühjahr erschienen die Käfer abhängig von der Witterung Ende April bis Mitte Mai, etwa zu der Zeit, in der die Blütenknospen der Wirtsbäume aufbrachen. Der Reifungsfraß dauerte drei bis vier Wochen, für die Picardie wurden etwa zwei Wochen angegeben. Entsprechend wurde dort die Eiablage ab Mitte Mai beobachtet, aus Deutschland wurden die ersten Eiablagen Ende Mai gemeldet. Die Länge der Periode, in der Eier abgelegt werden, hängt vom Reifungsgrad der Wirtspflanze ab. Während zu Beginn dieser Periode die am weitesten entwickelten Früchte belegt werden, macht die zunehmende Verholzung des Kerns die Eiablage schwieriger und schließlich unmöglich, so dass gegen Ende nur noch auf später entwickelten Früchten Eier abgelegt werden können. Insgesamt konnte man in der Picardie vier Wochen lang Eiablagen beobachten, aus Deutschland wurde für diesen Zeitabschnitt zwei bis drei Wochen angegeben. Die Larven schlüpften etwa zehn Tage nach der Eiablage, man fand gegen Ende der Legeperiode also bereits Larven. Mitte Juni wurden bereits Larven des dritten Stadiums registriert, ab Mitte Juli fand man keine jüngeren Larvenstadien mehr, wohl aber bereits Puppen. Das Puppenstadium ist kurz. In der Picardie wurden bereits ab der dritten Juliwoche Käfer der neuen Generation beobachtet, in Deutschland hatten Ende Juli zumindest im Labor alle Käfer die Kerne verlassen. Für die gesamte Entwicklung im Kern wurde für die Picardie etwa vier Wochen angegeben. Der Bericht aus der Picardie erwähnt noch, dass keine natürlichen Feinde des Käfers beobachtet wurden.

### Schädlichkeit
Obwohl der Kirschkernstecher als Hauptwirt Traubenkirsche und Vogelkirsche benutzt, kann der Käfer doch auf verschiedene Art schädlich werden. So berichtet Brehm: mir wurden einst getrocknete Sauerkirschen übergeben, in deren Kernen ich Larven, Puppen und Käfer auffand […]. Einer der Käfer hatte sein Flugloch bis auf eine feine Schicht ausgenagt, ein andrer war bereits bis zum Fleische gelangt.
Zwanzig Jahre jünger ist der Bericht, nach dem aus überhaupt wertlosen … Unglückskirschen die ungeeignet waren, daraus wie beabsichtigt Saft zu gewinnen, ein interessantes Untersuchungsobjekt wurde. Beim Auszählen von 1800 Sauerkirschen erwiesen sich 1531 (85 %) als vom Kirschenstecher befallen, teils äußerlich sichtbar, teils durch Auffinden von Larven und Käfern in den Steinen nachgewiesen.
Auch die Süßkirsche (die durch Zucht aus der Vogelkirsche hervorging,) sowie die ebenfalls wirtschaftlich genutzte Schlehe werden durch den Käfer geschädigt.
Der Schaden durch den Reifungsfraß kann bei Massenbefall beim Anbohren junger Triebe für junge Bäumchen gefährlich werden, der Blattfraß fällt dagegen nicht ins Gewicht. Ohne Bedeutung für die Früchte ist auch die Tätigkeit der Larven im Kern, da die Käfer den Kern erst nach der Kirschenernte und -verwertung verlassen. Die Fraßschäden an den jungen Früchten und die Ablage der Eier dagegen führen zu Qualitätsverlusten. Die Früchte sind teilweise verkrüppelt und fallen früher ab. Bei der Traubenkirsche bleiben befallene Früchte grün.
In der Informationsbroschüre Pflanzenschutz im Biosteinobstanbau wird die Schädigung durch den Käfer beschrieben mit deformiert Kirschen mit kraterförmigen Vertiefungen, Kerne ausgefressen. Über den Käfer wird ausgesagt: Befällt nur kleinfrüchtige Sorten, kaum praktische Bedeutung. Schneider präzisiert: Frühe, großfrüchtige Kirschensorten, welche im Moment der Eiablage größer sind als zehn bis elf Millimeter, werden [vom Käfer] als ungeeignet erkannt und nicht angegangen. Auf späten großfrüchtigen Sorten ist der Käfer Instinktsirrungen unterworfen, indem er die Früchte anbohrt, jedoch keine Eier ablegen kann. Sein maximal zwei Millimeter langer Rüssel ist hier zu kurz, um bis zum Kern zu gelangen. Auch andere Fachinformationen schätzen die Schädigungen so ein, dass eine Bekämpfung höchstens im Ausnahmefall erforderlich ist. Der Obstbau Warndienst empfiehlt, nach einem starken Befall im Folgejahr vor allem in Waldnähe acht bis zehn Tage nach dem Abblühen ein geeignetes Insektizid einzusetzen. Bei älteren Arbeiten wird Abschütteln der Käfer während des Reifungsfraßes im Frühjahr als wirksamstes Mittel eingestuft. Außerdem wird Umarbeiten des Bodens unter den Bäumen empfohlen, um die Überwinterungsmöglichkeiten zu verschlechtern. Sinnvoll ist auch, dafür Sorge zu tragen, dass sich in der Nähe von Kirschplantagen keine Traubenkirschen befinden.
Da verschiedene Kirschbaumarten bei der Aufforstung verwendet werden, wird in forstwirtschaftlich und gartenbaulich orientierten Veröffentlichungen auch die Schädigung des Saatguts durch den Käfer angeführt.

## Verbreitung
Die Art ist in fast ganz Europa, und im nördlicheren Asien bis nach Japan beheimatet. Für Großbritannien wurde sie 1981 als neu gemeldet und 1982 mit weiteren Fundstellen belegt, nach der Fauna Europaea ist das Vorkommen in Großbritannien jedoch fraglich. Auch in Nordafrika, in Griechenland und im Nahen Osten ist das Vorkommen der Art fraglich.

## Gefährdung
Die Art gilt in Deutschland als ungefährdet.